# Jayuya (plaats)
Jayuya is een plaats (zona urbana) in het Amerikaanse unincorporated territory Puerto Rico, en valt bestuurlijk gezien onder gemeente Jayuya.

## Demografie
Bij de volkstelling in 2000 werd het aantal inwoners vastgesteld op 3516.

## Geografie
Volgens het United States Census Bureau beslaat de plaats een oppervlakte van 0,9 km², geheel bestaande uit land. Jayuya ligt op ongeveer 436 m boven zeeniveau.

## Plaatsen in de nabije omgeving
De onderstaande figuur toont nabijgelegen plaatsen in een straal van 36 km rond Jayuya.